# Too Tough to Die
Too Tough to Die è l'ottavo album studio del gruppo punk Ramones, uscito nel 1984.
È il primo album registrato con Richie Ramone e fu definito: "L'ultimo grande album che avrebbero dovuto fare."
Nel 2006 un film-documentario mostrò il concerto tenutosi per il trentesimo anniversario della fondazione del gruppo nel 2004, intitolato Too Tough to Die: a Tribute to Johnny Ramone, che venne dedicato a Johnny Ramone, morto tre giorni dopo il concerto.
Raggiunse la posizione #171 nella Billboard 200.

## Descrizione
Il titolo dell'album (tradotto letteralmente: Troppo Duro per Morire) deriva da un fatto che coinvolse Johnny Ramone, che nell'agosto del 1983 fu coinvolto in una rissa con Seth Macklin della band Sub Zero Construction e venne colpito alla testa. Dovette sottoporsi a un intervento chirurgico molto delicato al cervello dal quale riuscì comunque a riprendersi completamente. Ritornò qualche mese più tardi con il cranio completamente rasato e per diverso tempo portò un cappellino da baseball.
Sono presenti anche due canzoni cantate interamente da Dee Dee Ramone: Wart Hog ed Endless Vacation.
L'album fu ristampato in versione rimasterizzata dalla Rhino Records nel 2002, con l'aggiunta di 12 bonus track.
Nel 2003 fu pubblicato un album live di Dee Dee Ramone intitolato Too Tough to Die Live, registrato durante un concerto svoltosi al club The Spa di New York il 13 giugno 2001.

## Tracce
1. Mama's Boy – 2:09 - (Johnny Ramone, Dee Dee Ramone, Tommy Ramone)
2. I'm Not Afraid of Life – 3:12 - (Dee Dee Ramone)
3. Too Tough to Die – 2:35 - (Dee Dee Ramone)
4. Durango 95 – 0:55 - (Johnny Ramone)
5. Wart Hog – 1:54 - (Dee Dee Ramone, Johnny Ramone)
6. Danger Zone – 2:03 - (Dee Dee Ramone, Johnny Ramone)
7. Chasing the Night – 4:25 - (Musica: Busta Jones Parole: Joey Ramone, Dee Dee Ramone)
8. Howling at the Moon (Sha-La-La) – 4:06 - (Dee Dee Ramone)
9. Daytime Dilemma (Dangers of Love) – 4:31 - (Musica & Parole: Joey Ramone, Daniel Rey)
10. Planet Earth 1988 – 2:54 - (Dee Dee Ramone)
11. Humankind – 2:41 - (Richie Ramone)
12. Endless Vacation – 1:45 - (Dee Dee Ramone, Johnny Ramone)
13. No Go – 3:03 - (Joey Ramone)

### Tracce bonus nella versione 2002 (Rhino)
1. Street Fighting Man – 2:56 - (Jagger/Richards)
2. Smash You – 2:23 - (Ramones)
3. Howling at the Moon (Sha-La-La) (demo) – 3:17 - (Dee Dee Ramone)
4. Planet Earth 1988 (demo) – 3:02 - (Dee Dee Ramone)
5. Daytime Dilemma (Dangers of Love) (demo) – 4:06 - (Joey Ramone, Daniel Rey)
6. Endless Vacation (demo) – 1:46 - (Dee Dee Ramone, Johnny Ramone)
7. Danger Zone – 2:07 - (versione cantata da Dee Dee) (Dee Dee Ramone, Johnny Ramone)
8. Out of Here – 4:10 - (Ramones)
9. Mama's Boy (Demo) – 2:15 - (Johnny Ramone, Dee Dee Ramone, Tommy Ramone)
10. I'm Not an Answer – 2:16
11. Too Tough to Die – 2:35 - (versione cantata da Dee Dee) (Dee Dee Ramone)
12. No Go (Demo) – 3:05 - (Joey Ramone)

## Formazione
- Joey Ramone - voce
- Johnny Ramone - chitarra
- Dee Dee Ramone - basso e voce d'accompagnamento, voce in Wart Hog e Endless Vacation
- Richie Ramone - batteria e voce d'accompagnamento